# Yoshiharu Ueno
Yoshiharu Ueno (jap. 上野 良治 Ueno Yoshiharu; ur. 21 kwietnia 1973) – japoński piłkarz, reprezentant kraju.

## Kariera klubowa
Od 1994 do 2007 roku występował w klubie Yokohama F. Marinos.

## Kariera reprezentacyjna
W reprezentacji Japonii zadebiutował w 2000.

## Statystyki
| Reprezentacja Japonii | Reprezentacja Japonii | Reprezentacja Japonii |
| Rok                   | Mecze                 | Gole                  |
| --------------------- | --------------------- | --------------------- |
| 2000                  | 1                     | 0                     |
| Razem                 | 1                     | 0                     |